# Grabicina de Sus
Grabicina de Sus – wieś w Rumunii, w okręgu Buzău, w gminie Scorțoasa. W 2011 roku była wyludniona.